# Баскетбол на летней Универсиаде 1965
Баскетбольный турнир на летней Универсиаде 1965 проходил в городе Будапеште (Венгрия). Соревнования проводились среди мужских и женских сборных команд. Чемпионом Универсиады среди мужчин стала сборная США. Женская баскетбольная сборная СССР впервые выиграла золото Универсиад.

## Медальный зачёт

### Общий зачёт
(Жирным выделено самое большое количество медалей в своей категории)
| Место | Страна       | Золото | Серебро | Бронза | Всего |
| ----- | ------------ | ------ | ------- | ------ | ----- |
| 1     | СССР         | 1      | 1       | 0      | 2     |
| 2     | США          | 1      | 0       | 0      | 1     |
| 3     | Чехословакия | 0      | 1       | 0      | 1     |
| 4     | Венгрия      | 0      | 0       | 2      | 2     |

### Мужчины
| Место | Страна  | Золото | Серебро | Бронза | Всего |
| ----- | ------- | ------ | ------- | ------ | ----- |
| 1     | США     | 1      | 0       | 0      | 1     |
| 2     | СССР    | 0      | 1       | 0      | 1     |
| 3     | Венгрия | 0      | 0       | 1      | 1     |

### Женщины
| Место | Страна       | Золото | Серебро | Бронза | Всего |
| ----- | ------------ | ------ | ------- | ------ | ----- |
| 1     | СССР         | 1      | 0       | 0      | 1     |
| 2     | Чехословакия | 0      | 1       | 0      | 1     |
| 3     | Венгрия      | 0      | 0       | 1      | 1     |

## Составы
| Команда | Золото | Серебро | Бронза  |
| Мужчины | США · Джонни Остин · Билл Брэдли · Билл Бантин · Билли Каннингем · Джо Эллис · Фред Хетцель · Лу Хадсон · Джим Джарвис · Олли Джонсон · Флойд Зеед · Дик ван Эрсдэйл · Том ван Эрсдэйл · Тренер — Джон Кандла                                            | СССР · Игорь Быков · Александр Глурджидзе · Леонид Иванов · Михаил Медведев · Валерий Мухин · Василий Окипняк · Модестас Паулаускас · Зураб Саканделидзе · Витаутас Сарпалюс · Юрий Селихов · Амиран Схиерели · Прийт Томсон · Тренер — Юрий Озеров | Венгрия |
| Женщины | СССР · Скайдрите Будовска · Валерия Булотайте · Гоар Григорян · Циали Джанелидзе · Лиана Квелидзе · Феодора Кочергина · Сильвия Кродере · Инесса Пивоварова (Киселёва) · Равиля Прокопенко · Галина Резцова · Тамара Слиденко · Тренер — Лидия Алексеева | Чехословакия | Венгрия |

## Источник
- Результаты мужского баскетбольного турнира летней Универсиады 1965 на сайте sports123.com (англ.)
- Результаты женского баскетбольного турнира летней Универсиады 1965 на сайте sports123.com (англ.)